# Spoorlijn 201
Spoorlijn 201 was een korte Belgische spoorlijn in Brugge. De spoorlijn werd enkel gebruikt voor het goederenvervoer. De lijn takte bij station Brugge-Dijk af van spoorlijn 51 en liep van daar naar Pathoekeweg, het Nijverheidsdok, het Groot Handelsdok, het vormingsstation Brugge-Zeehaven en het Klein Handelsdok. Daarnaast was er een aftakking over de Ringvaart (Krakelebrug) naar het industriële complex van de gistfabriek aan de Komvest en de gasfabriek van Brugge aan de Kolenkaai via het voormalig tracé van lijn 51.

## Huidige toestand
In 2001 werd de lijn gesloten en in 2006 opgebroken. In december 2011 werd begonnen met de aanleg van een fiets- en wandelpad op de spoordijk van de Vaartstraat tot het station Brugge-Dijk.
In 2021 krijgt een deel van het fietspad de naam 'Spinnerijpad' naar de voormalige katoenspinnerij langs de spoorweg.

## Aansluitingen
In de volgende plaats was er een aansluiting op de volgende spoorlijn:
Brugge-Dijk
Spoorlijn 51 tussen Brugge en Blankenberge

## Galerij

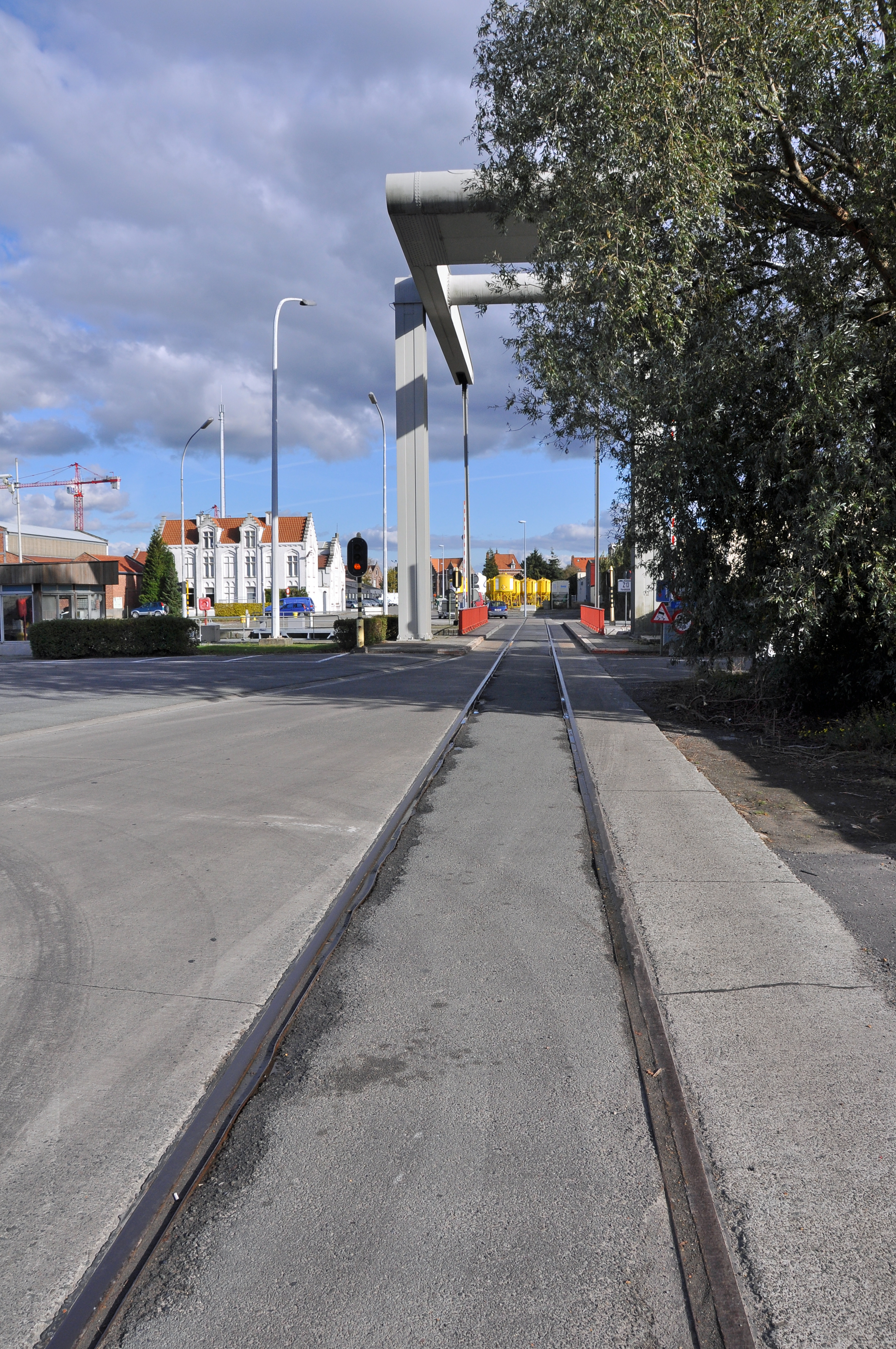
Inmiddels opgebroken gedeelte van spoorlijn 201 bij de brug over de sluis van het Boudewijnkanaal in Brugge.
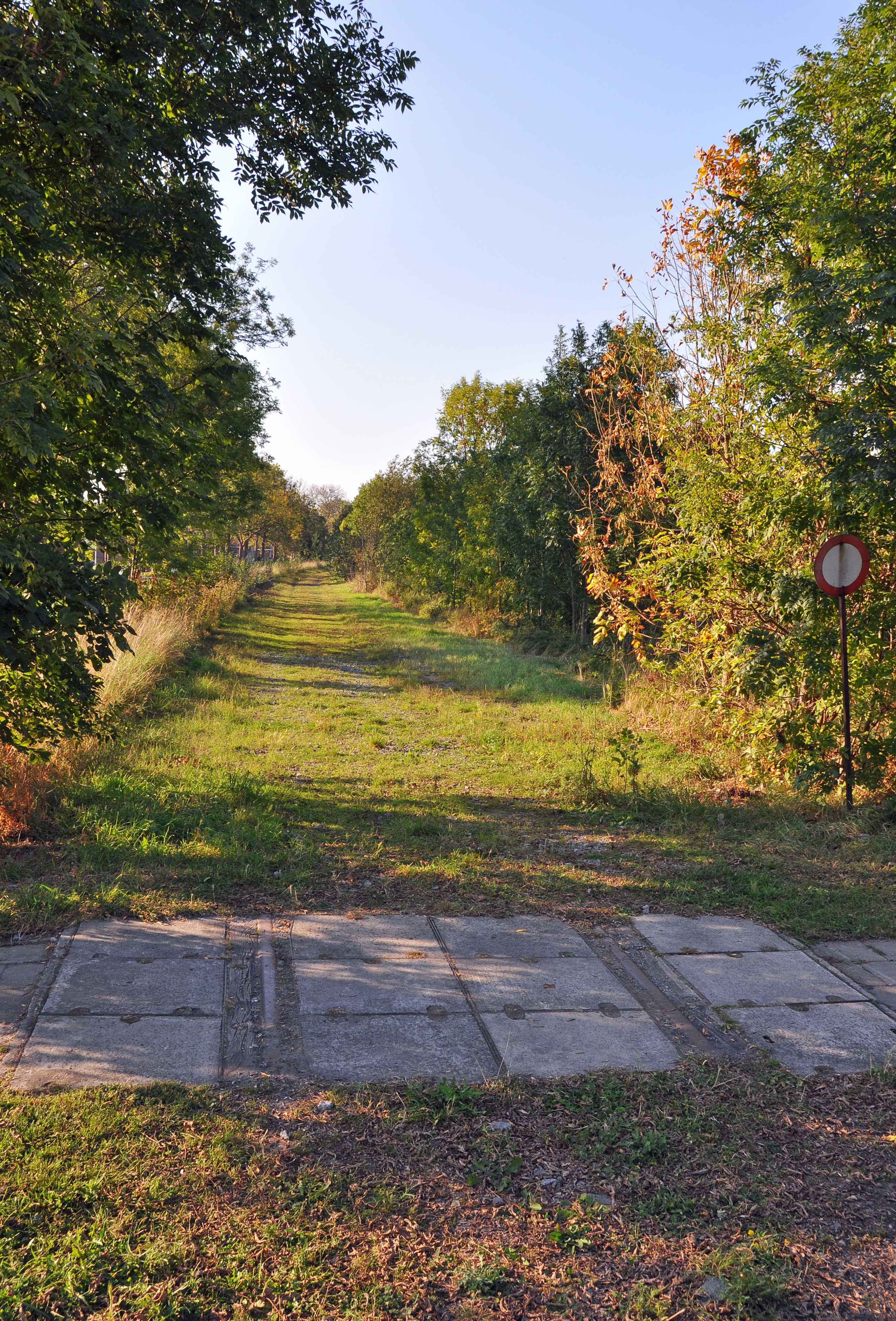
Opgebroken gedeelte van spoorlijn 201 op de spoordijk langs de Sint-Pietersgroenestraat in Sint-Pieters-op-de-Dijk (Brugge). Via deze spoordijk sloot lijn 201 aan op lijn 51 ter hoogte van het station Brugge-Dijk.
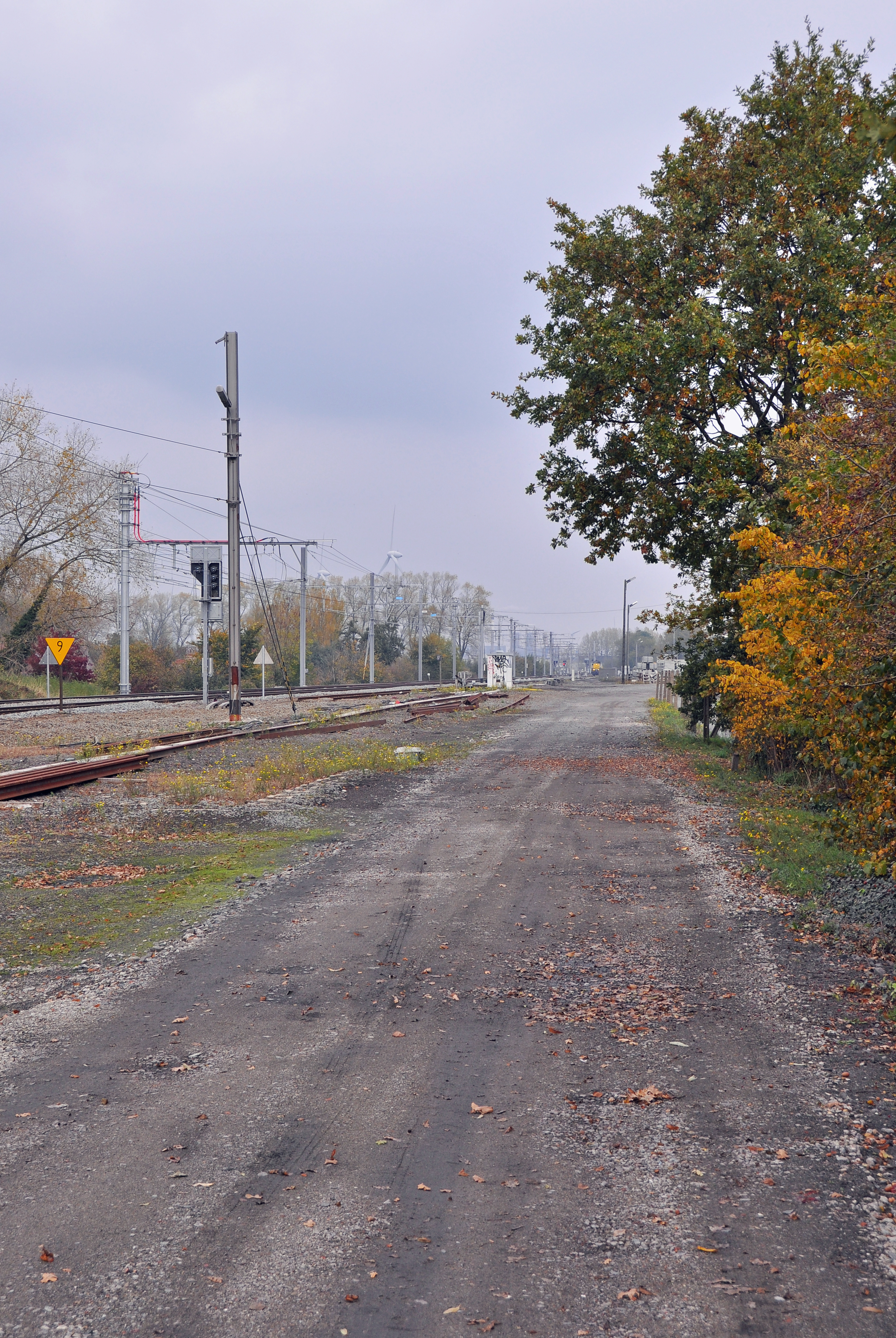
Station Brugge-Dijk, met links lijn 51 en op de voorgrond de opgebroken lijn 201. Even verderop sloot lijn 201 aan op lijn 51.